# Sydasien
Sydasien er en region i Asien som består af landene Indien, Pakistan, Bangladesh, Sri Lanka, Nepal, Bhutan og Maldiverne. Den dækker 4.480.000 km², hvilket er 10 procent af Asiens areal. Dele af Afghanistan medregnes nogle gange. Området kaldes også det Indiske Subkontinent fordi det befinder sig på sin egen kontinentalplade adskilt fra resten af Asien.
Den sydlige del af Sydasien udgør en enorm halvø i det Indiske Ocean, og den nordlige del er adskilt fra de koldere områder i Kina og Mongoliet af Himalaya-bjergkæden som også fungerer som en kulturel og geografisk barriere mellem Sydasien og resten af Asien.
Sydasien er blandt verdens tættetst befolkede steder. Der er omkring 1 1/3 milliarder mennesker, omkring en tredjedel af alle asiater, og en femtedel af jordens befolkning. Befolkningstætheden er 305 indbyggere/km² hvilket er mere end 7 gange gennemsnittet for hele jorden.
Området har en lang historie. Civilisationer udvikledes i oldtiden i Indus-dalen. Området havde sin største opblomstring før det 17. århundrede, da stormogulernes imperium herskede mod nord. Derefter førte europæisk kolonialisme til en ny erobring af området af Portugal og Holland, og senere England og i mindre grad Frankrig. Det meste af regionen opnåede uafhængighed fra Europa i 1940'erne.
Alt efter afgrænsning udgøres Sydasien helt eller delvist af det tidligere Britisk Indien.